# Tondar-69
El Tondar-69 es un misil balístico de corto alcance (SRBM) originario de China y operado por las Fuerzas Armadas de Irán. Fue desplegado originalmente por el ejército iraní en 1992. El diseño se basa en el CSS-8 chino, que a su vez fue diseñado a partir del misil tierra-aire (SAM) soviético S-75 Dvina.
Se lanza mediante una plataforma transportadora-erectora-lanzadora estática remolcada a la posición de lanzamiento. Se adquirieron hasta doscientos misiles CSS-8 entre 1989 y 1992 y se modificaron según las especificaciones Tondar-69.